# Майновий ценз
Майновий ценз (англ. property qualification) — обмеження в правах громадян, або ж людей взагалі, майно чи доходи яких менше визначеного розміру. Зазвичай термін використовують для позначення обмеження пасивного виборчого права (див. «класова держава»).
Запровадження майнового цензу значно знижує кількість виборців. Так у Великій Британії у 1831 році могли голосувати тільки 4,4 % дорослого населення. У Франції в 1795 році за Конституцією Франції право голосу мало лише 8 % дорослого населення. У зв'язку з цим починаючи з другої половини XIX ст. майновий ценз у більшості країн поступово скасовується.
Під час дії майнового цензу вихористовувалися різні способи його обходу. Та в Англії в XIX ст. активно практикувалася така виборча маніпуляція як «faggot vote». Для того щоб збільшити кількість своїх виборців заможні дворяни тимчасово передавали особам майно, яке надавало право голосу.
Майже у всіх країнах для виборців відсутній майновий ценз через його дискримінаційний характер. У М'янмі майновий ценз зберігся для виборців які мають боргові зобов'язання.
Майновий ценз зберігся у багатьох країнах для кандидатів на виборах. Він може проявлятися у вимогах бути власником нерухомого майна у країні або у виборчому округу, мати певний стабільний дохід, бути платником податків, не бути боржником або інше. Логіка цих вимог полягає в тому, щоб у особи не було спокуси використовувати посаду для пошуку незаконних доходів та не бути залежними від інших осіб через наявність боргових або інших фінансових зобов'язань.